# 1918 w sztukach plastycznych
Wydarzenia w sztukach plastycznych i wizualnych w 1918 roku.

## Wydarzenia
- Powstała poznańska grupa artystyczna Bunt[1].

## Malarstwo
- Kenneth Forbes

Kanadyjska artyleria w boju''
- John Nash

Over The Top
Wysunięte stanowisko, Noc
- Kazimierz Malewicz

Biały kwadrat na białym tle
- Amedeo Modigliani

Piękna sklepikarka
- Stanisław Ignacy Witkiewicz

Pocałunek mongolskiego księcia w lodowej pustyni (1915-1918) – gwasz na papierze, 40,7x85

## Rysunek
- Stanisław Ignacy Witkiewicz

Pejzaż australijski – pastel na papierze, 48,5x63
Lew i Herkules – pastel na papierze, 60,2x45
Kometa Encke – pastel na papierze, 48x61,5
Nova Aurigae – pastel na papierze, 45,6x58,5
Liszka – pastel na papierze, 50x65
Kameleon – pastel na papierze
Hurys – pastel na papierze, 49x56

## Urodzeni
- 11 grudnia – Jerzy Panek, polski grafik i malarz

## Zmarli
- Alfons Dunin Borkowski (ur. 1850), polski malarz
- 9 października - Raymond Duchamp-Villon (ur. 1876), francuski rzeźbiarz
- 15 grudnia - James Renwick Brevoort (ur. 1832), amerykański malarz